# Psephenidae

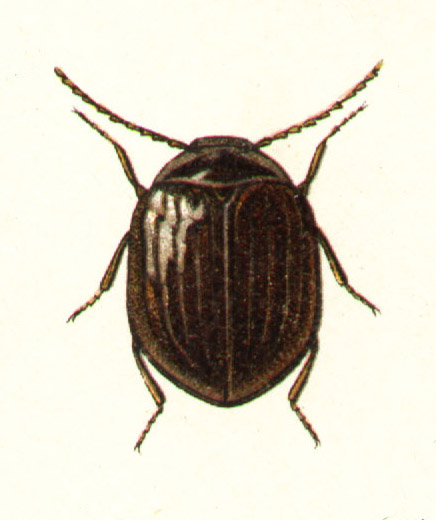
Eubria palustris adult

Psephenidae là một họ bọ nước. Sự có mặt của nó trong nước là chỉ số chất lượng nước.

## Hình ảnh

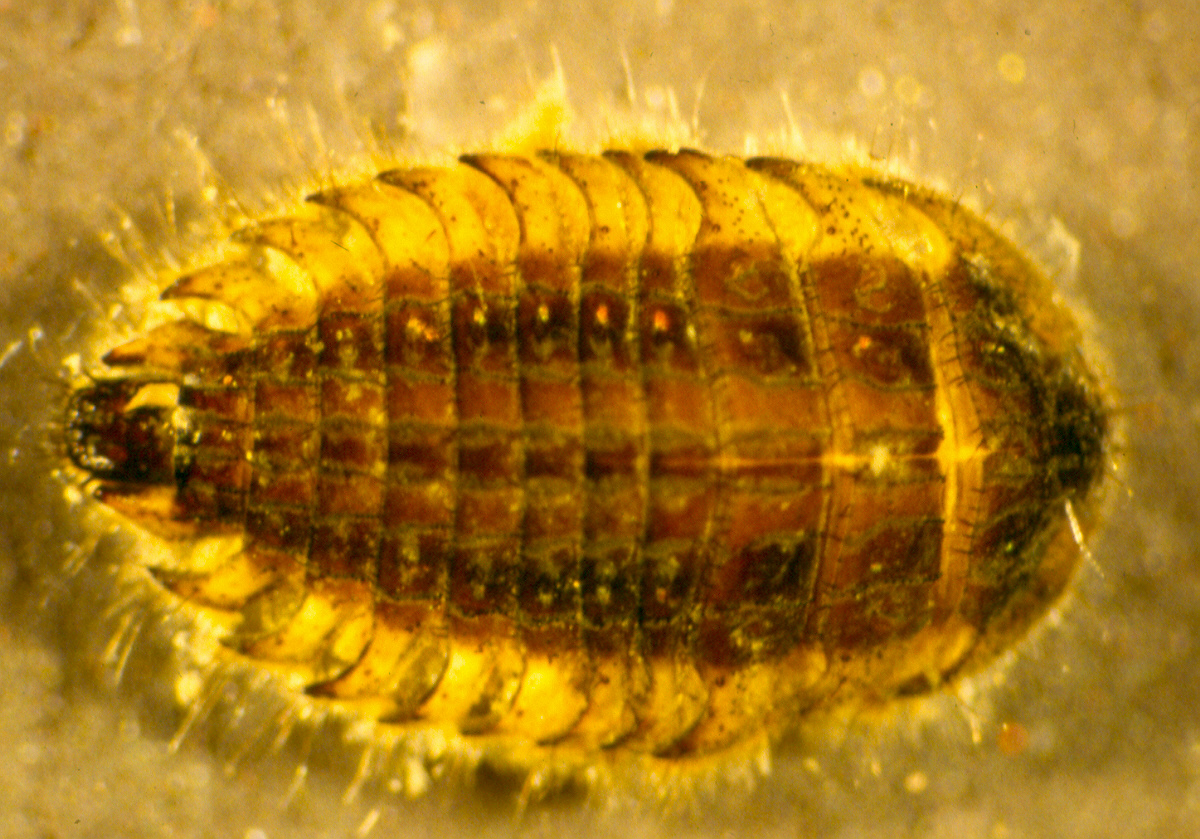